# Canton de Durban-Corbières

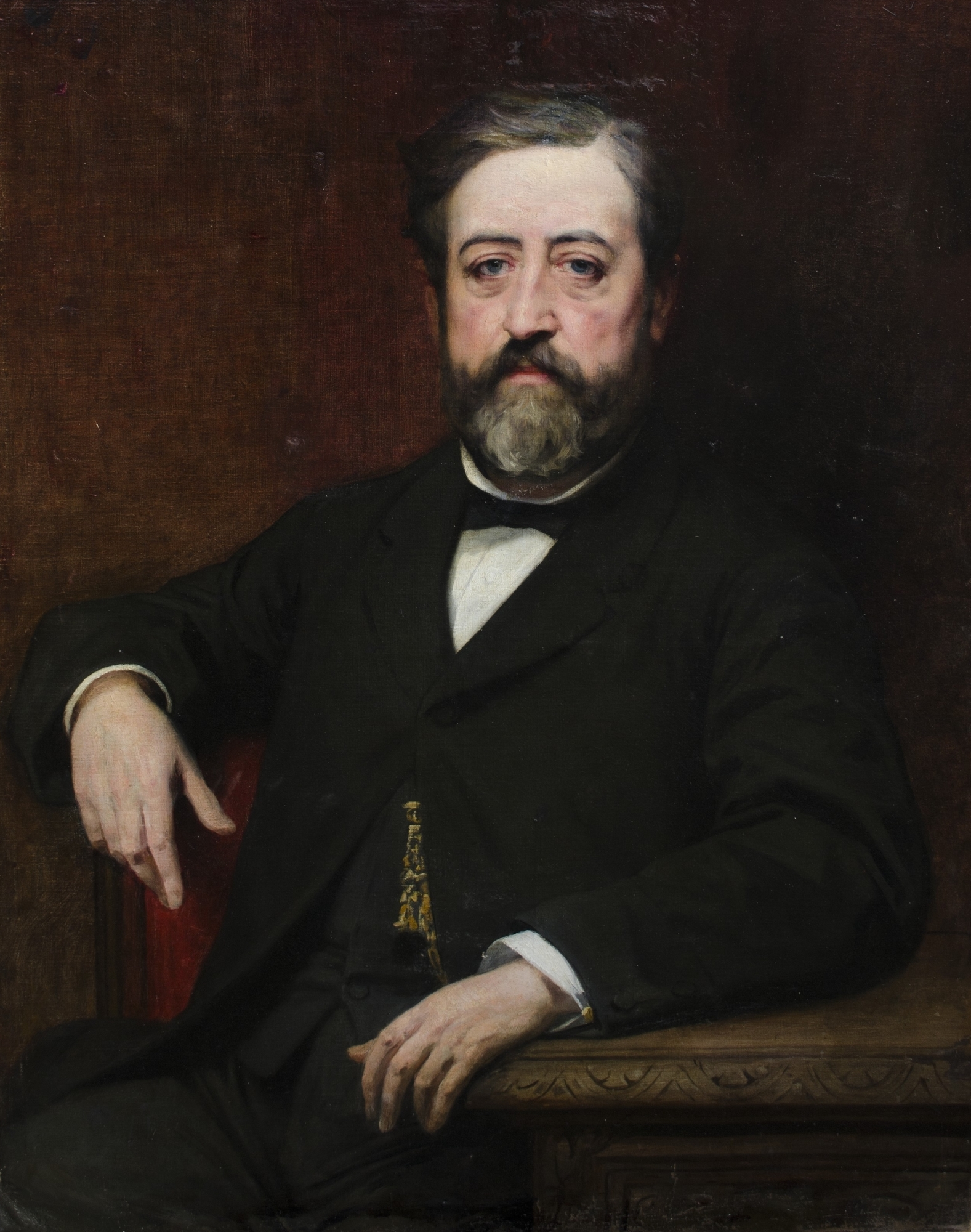
Léon Bonnel (1829-1880) conseiller général de 1877 à 1880.

Le canton de Durban-Corbières est une ancienne division administrative française située dans le département de l'Aude.

## Géographie
Ce canton était organisé autour de Durban-Corbières dans l'arrondissement de Narbonne. Son altitude variait de 36 m (Villesèque-des-Corbières) à 709 m (Embres-et-Castelmaure) pour une altitude moyenne de 177 m.

## Culture, terroir et produits
Le canton avait sur son territoire les appellations qualitatives suivantes :
- Vin de pays des Coteaux de Cabrerisse : communes de Saint-Laurent-de-la-Cabrerisse et Thézan-des-Corbières
- Fitou (AOC)

## Représentation

### Conseillers généraux de 1833 à 2015
| Période | Période           | Identité                            | Étiquette               | Qualité |
| ------- | ----------------- | ----------------------------------- | ----------------------- | --- |
| 1833    | 1839              | Pierre Cauvet                       |                         | Ancien capitaine des grenadiers de la Garde nationale Maire de Sigean                                                                                         |
| 1839    | 1856              | Comte Adolphe de Montredon (1790-?) |                         | Propriétaire à Saint-Laurent-de-la-Cabrerisse |
| 1856    | 1860 (décès)      | Louis André Alengry                 | Majorité dynastique     | Ancien commandant de la Garde Nationale Maire de Narbonne Député (1849→1851, 1852→1860)                                                                       |
| 1860    | 1871              | Jean Dieudonné de Montredon         |                         | Avocat à Narbonne |
| 1871    | 1877              | Joseph Lignières                    | Droite                  | Négociant et propriétaire à Ferrals |
| 1877    | 1880 (décès)      | Léon Bonnel                         | Républicain             | Propriétaire Maire de Narbonne Député (1873→1880) |
| 1880    | 1883              | Frédéric Bellissent                 |                         | Ancien juge Propriétaire à Cascastel |
| 1883    | 1896 (annulation) | François Gaubert                    | Rad.                    | Médecin Maire de Durban |
| 1896    | 1897 (annulation) | Albert Sibade                       | Socialiste              | Maréchal-ferrant à Moux |
| 1897    | 1901              | François Gaubert                    | Rad.                    | Médecin Maire de Durban |
| 1901    | 1907              | Célestin Caraguel                   | Rad.                    | Propriétaire à Jonquières |
| 1907    | 1937              | Eugène Mailhac                      | Défense viticole - Rad. | Maire de Durban, conseiller d'arrondissement |
| 1937    | 1940              | Marcel Tallavignes                  | Rad.                    | Propriétaire agriculteur Maire de Saint-Jean-de-Barrou Ancien conseiller d'arrondissement Nommé membre de la Commission administrative départementale en 1941 |
|         |                   |                                     |                         | |
| 1942    | 1945              | Julien Bérot (1903-1983)            |                         | Régisseur Président de la délégation spéciale de Durban Nommé conseiller départemental en 1942                                                                |
|         |                   |                                     |                         | |
| 1945    | 1973              | Paul Barailla                       | SFIO puis PS            | Viticulteur à Quintillan |
| 1973    | 2011              | Régis Barailla (fils du précédent)  | PS                      | Viticulteur Maire de Durban-Corbières (1971→2008) Suppléant du député Pierre Guidoni (1978-1983) - Député de l'Aude (1983→1993)                               |
| 2011    | 2015              | Eric Brissot                        | SE                      | Infirmier Maire de Fontjoncouse |

### Conseillers d'arrondissement (de 1833 à 1940)
Le canton de Durban avait deux conseillers d'arrondissement. 
| Période                                  | Période | Identité                    | Étiquette   | Qualité |
| ---------------------------------------- | ------- | --------------------------- | ----------- | --- |
| 1833                                     | 1839    | Benjamin Miquel (1806-1871) |             | Maire de Fraissé                                                                                            |
| 1833                                     | 1836    | M. Lignières                |             | Propriétaire à Ferrals                                                                                      |
| 1836                                     | 1848    | M. Pascal                   |             | Propriétaire à Narbonne                                                                                     |
|                                          |         |                             |             | |
| 1889                                     | 1895    | Philippe Chabbert           | Républicain | Propriétaire-viticulteur à Saint-Laurent-de-la-Cabrerisse                                                   |
| 1895                                     | 1904    | M. Bataille                 | Républicain | |
| 1904                                     | 1907    | Eugène Mailhac              | Radical     | Maire de Durban                                                                                             |
|                                          |         |                             |             | |
| 1910                                     |         | Marcel Tallavignes          | Radical     | Agriculteur Maire de Saint-Jean-de-Barrou                                                                   |
|                                          |         |                             |             | |
| 1922                                     | 1940    | René Fabre                  | Radical     | Propriétaire à Saint-Laurent-de-la-Cabrerisse                                                               |
| 1940                                     |         |                             |             | Les conseils d'arrondissement ont été suspendus par la loi du 12 octobre 1940 et n'ont jamais été réactivés |
| Les données manquantes sont à compléter. |         |                             |             | |

## Composition
Le canton de Durban-Corbières regroupait quatorze communes. 
| Nom                            | Code Insee | Intercommunalité                               | Superficie (km2) | Population (dernière pop. légale) | Densité (hab./km2) |
| ------------------------------ | ---------- | ---------------------------------------------- | ---------------- | --------------------------------- | ------------------ |
| Durban-Corbières (chef-lieu)   | 11124      | CC Corbières Salanque Méditerranée             | 25,90            | 647 (2014)                        | 25                 |
| Albas                          | 11006      | CC Région Lézignanaise, Corbières et Minervois | 22,69            | 76 (2014)                         | 3,3                |
| Cascastel-des-Corbières        | 11071      | CC Région Lézignanaise, Corbières et Minervois | 15,38            | 231 (2014)                        | 15                 |
| Coustouge                      | 11110      | CC Région Lézignanaise, Corbières et Minervois | 9,67             | 124 (2014)                        | 13                 |
| Embres-et-Castelmaure          | 11125      | CC Corbières Salanque Méditerranée             | 32,20            | 153 (2014)                        | 4,8                |
| Fontjoncouse                   | 11152      | CC Corbières Salanque Méditerranée             | 27,35            | 145 (2014)                        | 5,3                |
| Fraissé-des-Corbières          | 11157      | CC Corbières Salanque Méditerranée             | 19,10            | 234 (2014)                        | 12                 |
| Jonquières                     | 11176      | CC Région Lézignanaise, Corbières et Minervois | 13,66            | 59 (2014)                         | 4,3                |
| Quintillan                     | 11305      | CC Région Lézignanaise, Corbières et Minervois | 16,42            | 69 (2014)                         | 4,2                |
| Saint-Jean-de-Barrou           | 11345      | CC Corbières Salanque Méditerranée             | 7,61             | 256 (2014)                        | 34                 |
| Saint-Laurent-de-la-Cabrerisse | 11351      | CC Région Lézignanaise, Corbières et Minervois | 25,03            | 767 (2014)                        | 31                 |
| Thézan-des-Corbières           | 11390      | CC Région Lézignanaise, Corbières et Minervois | 26,38            | 533 (2014)                        | 20                 |
| Villeneuve-les-Corbières       | 11431      | CC Corbières Salanque Méditerranée             | 24,31            | 257 (2014)                        | 11                 |
| Villesèque-des-Corbières       | 11436      | CC Corbières Salanque Méditerranée             | 31,69            | 382 (2014)                        | 12                 |

## Démographie
| 1962  | 1968  | 1975  | 1982  | 1990  | 1999  | 2006  | 2011  | 2012  |
| ----- | ----- | ----- | ----- | ----- | ----- | ----- | ----- | ----- |
| 4 868 | 4 462 | 3 842 | 3 571 | 3 485 | 3 422 | 3 807 | 4 007 | 3 982 |